# Three First National Plaza
Der Three First National Plaza ist ein in Chicago befindlicher Wolkenkratzer der im Jahr 1981 fertiggestellt wurde. Die Adresse lautet 70 West Madison Street. Das Hochhaus ist 234 Meter hoch und besitzt 57 Stockwerke. Entworfen wurde das Bauwerk von dem bekannten Architekturbüro Skidmore, Owings and Merrill. Das komplette Gebäude wird für Büroräume in Anspruch genommen. Es ist das derzeit 15-höchste Gebäude Chicagos.

## Weblinks

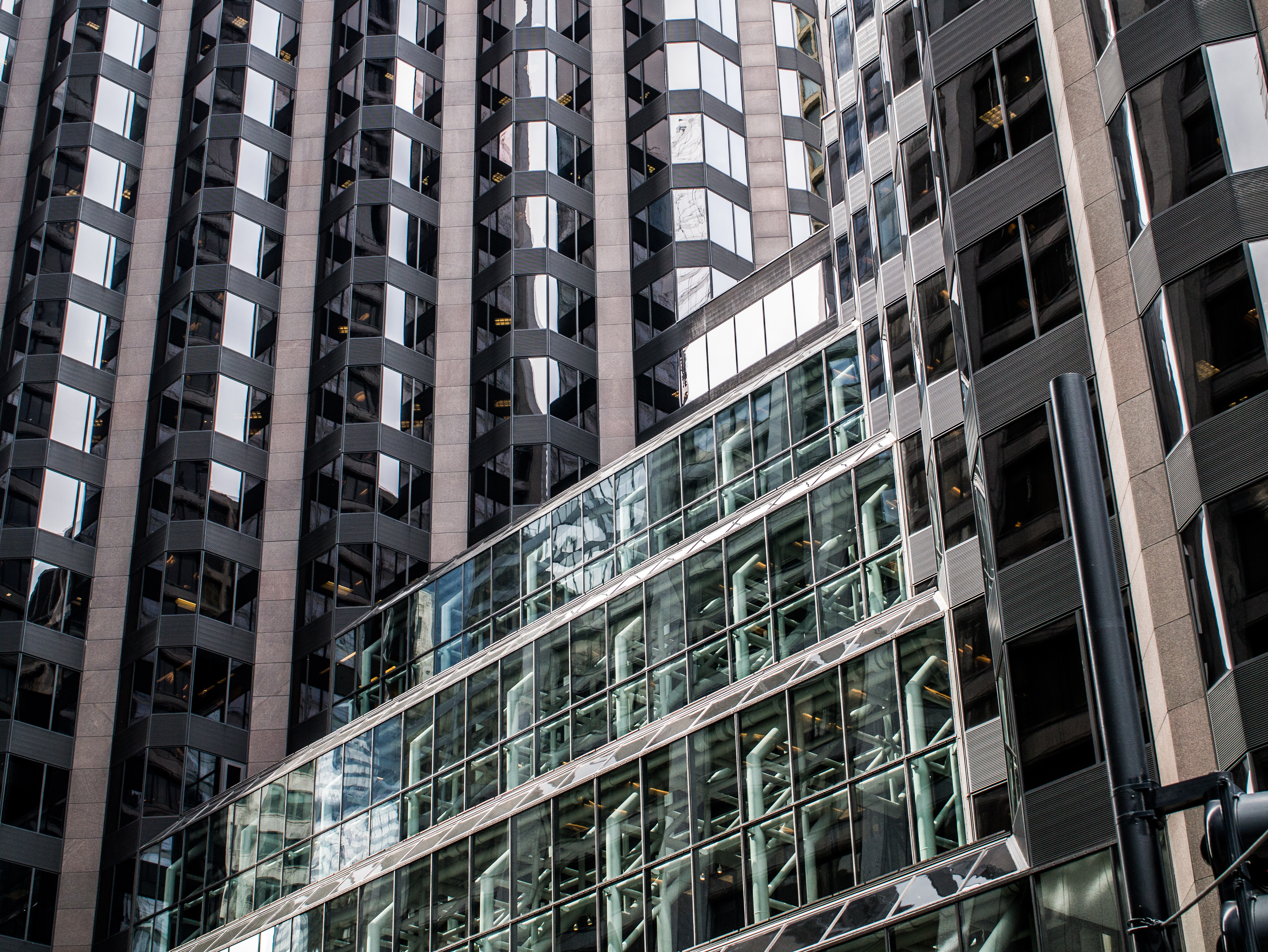
Nähere Ansicht der Fassade